# Ignacio Álvarez Thomas
José Ignacio Álvarez Thomas (Arequipa, vice-royauté du Pérou, 15 février 1787 – Buenos Aires, Argentine, 20 juillet 1857) était un militaire et homme politique argentin d'origine péruvienne. Il fut Directeur suprême des Provinces-Unies du Río de la Plata, en représentation de José Rondeau.

## Biographie
Fils du gouverneur de la province d'Arequipa, Antonio Álvarez Ximénez, et d'Isabel Thomas y Ramzé, Ignacio Álvarez Thomas vit quelque temps à Lima avec sa famille. Son père est rappelé en Espagne, mais décide de laisser sa famille à Buenos Aires, dans la vice-royauté du Río de la Plata. Il obtient pour son fils une nomination de sous-lieutenant du régiment d'infanterie fixe de Buenos Aires, poste qui deviendrait effectif lorsqu'il aurait terminé ses études.
Ignacio Álvarez Thomas rejoint son régiment en tant que sous-lieutenant de pavillon en 1799 et entre au service du vice-roi. Lors des invasions britanniques de 1806, il accompagne le vice-roi Rafael de Sobremonte dans sa fuite vers Córdoba. De retour au combat, il est grièvement blessé et fait prisonnier par les Anglais. Libéré, il est fait lieutenant au sein du bataillon de volontaires du Río de la Plata par Jacques de Liniers. Il est ensuite promu lieutenant-colonel honoraire. Il participa à la révolution de Mai 1810 pour défendre la cause argentine.
En 1811, il est nommé secrétaire adjoint du nouveau chef d'état-major, Francisco Javier de Viana. En 1812, il épousa Carmen Ramos Belgrano, nièce du général Manuel Belgrano.
En 1814, il est nommé aide de camp du directeur suprême de l'État, Gervasio Antonio de Posadas, et quelques mois plus tard, il occupe le poste de gouverneur de Santa Fe par intérim, avec pour mission d'annuler l'influence politique de José Gervasio Artigas. Il participe au siège de Montevideo sous le commandement de Carlos María de Alvear. Lorsque la ville se rend, il reçoit une médaille d'or et prend en charge temporellement le gouvernement de la ville.
En 1815, il est nommé colonel-major et chef de l'armée de Buenos Aires. Mieux encore, lorsque le général José Rondeau est nommé directeur suprême de l'État, Ignacio Álvarez Thomas le remplace dans la fonction, Rondeau se trouvant en guerre contre les royalistes espagnols dans le Haut-Pérou. Il démissionne de son poste lorsqu'il doit assumer la signature du traité de Santo Tomé, le 9 avril 1816, auquel il s'oppose.
Il est emprisonné en 1820 sur ordre du nouveau gouverneur de la province de Buenos Aires, Manuel de Sarratea, et libéré dix-neuf jours après par le nouveau gouverneur, Idelfonso Ramos Mejía. En 1821, il fut élu député du district de San Nicolás, San Pedro et Baradero.
En 1825, il s'installe au Pérou en tant que ministre plénipotentiaire et peu de temps après au Chili avec le même poste. Quand il revient à Buenos Aires, il accepte le poste de commandant général des armes de la ville.
Lorsque Juan Manuel de Rosas prend le pouvoir, Álvarez Thomas émigre en Uruguay avec Martín Rodríguez et Francisco Fernández de la Cruz, où il s'installe comme exploitant agricole. En tant qu'expatrié argentin, il est persécuté et emprisonné à Montevideo. Il émigre ensuite au Brésil, à Rio de Janeiro, et souhaite collaborer à une expédition contre Rosas, à laquelle participent ses fils Ignacio et Eduardo, morts au combat. En 1839, il publie une esquisse historique du général Manuel Belgrano (Bosquejo Histórico del General Don Manuel Belgrano en espagnol), qu'il dédie à sa cousine Manuela Belgrano. Il a également publié quelques mémoires.
En 1846, il se rend au Chili et plus tard au Pérou. Il rentre enfin à Buenos Aires après la bataille de Caseros qui provoque la chute du gouvernement de Rosas.
Il meurt le 20 juillet 1857, atteint de tuberculose. Ses restes reposent au cimetière de Recoleta, à Buenos Aires. En guise d'hommage, son image est apparue sur des timbres-poste argentins en 1987. En outre, une avenue à Buenos Aires porte son nom, de même que l'ancienne rue Ejercicios dans sa ville natale d'Arequipa rebaptisée en Calle Álvarez Thomas.